# 골든 서클 기사단

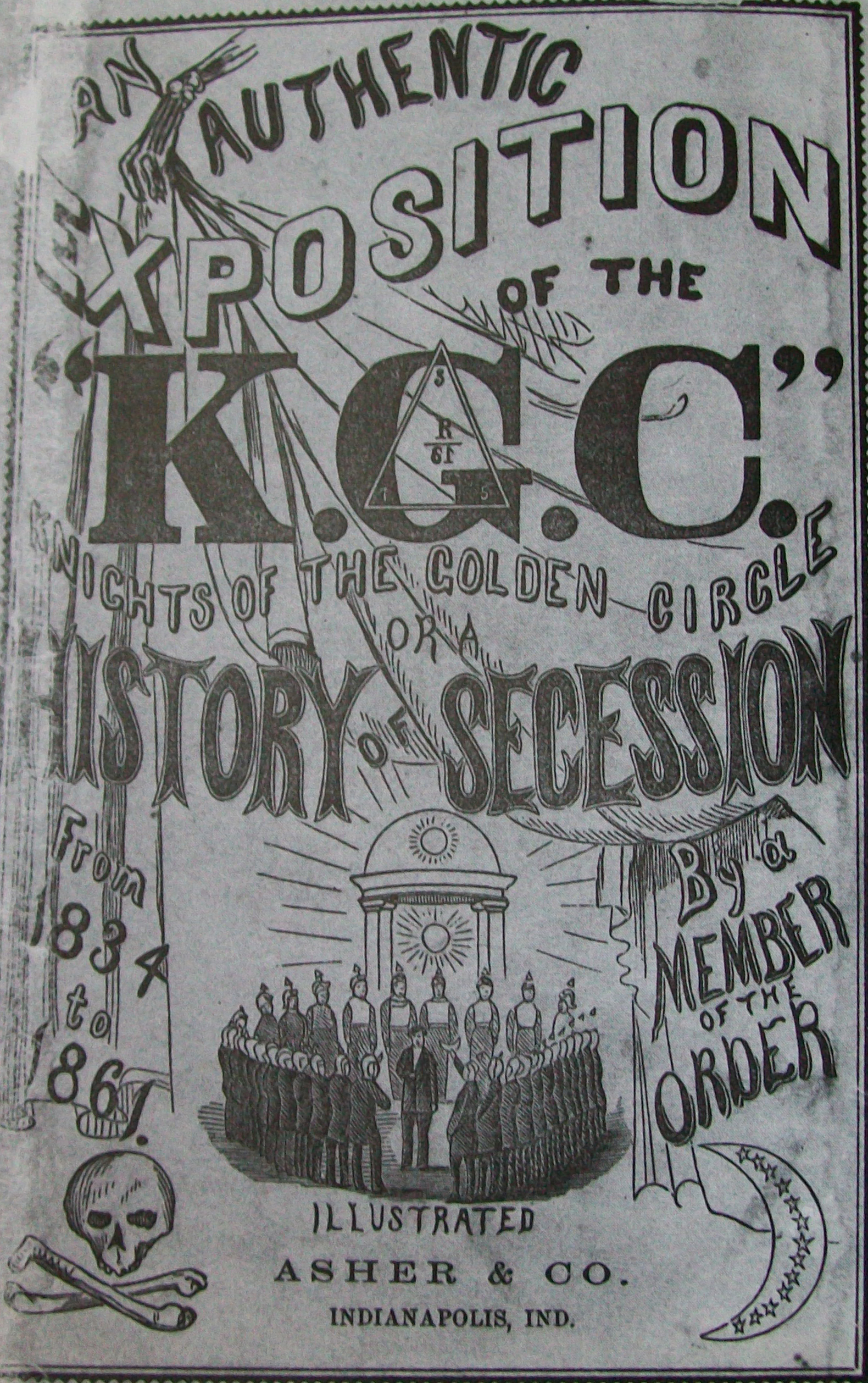
An alleged secret history of the Knights of the Golden Circle, 1863년 출판

골든 서클 기사단(영어: Knights of the Golden Circle, KGC)은 미국 남북 전쟁 때 존재했던 비밀 결사 조직이다. 원래의 목적은 25개의 노예주로 분할되었던 멕시코에 있는 골든 서클 영토를 합병하는 것이었다. 여기에는 중미와 남미의 북부 그리고 쿠바와 카리브해의 나머지 영토, 노예주로 구성된 미국을 통합하는 것이었다. 드레드 스콧 대 샌드퍼드 사건 판결 이후 노예제도 반대 운동이 고조되자, 회원들은 골든 서클로 형성될 다른 노예주와의 보조를 맞추기 위해 메이슨 딕슨 선 남부 노예주 연방의 분리를 제안했다. 두 가지 사례에서, 그들의 궁극적인 목적은 어느 정도 확고부동한 남부의 노예 소유주 계급의 권력을 증대시키고자 함이었다.
남북 전쟁 기간, 오하이오, 일리노이, 인디애나, 아이오와와 같은 일부 남부 지역 동조자들은 골든 서클 소속으로 고소되었고, 어떤 경우에는 활동으로 투옥되기도 했다.

## 개요
신시내티에 살았던 버지니아 태생의 의사이자, 편집자이자, 모험가인 조지 W. L. 빅클리가 이 단체를 설립했다. 1860년 소집된 회의 기록에서는 이 단체를 켄터키주 렉싱턴에서 1854년 7월 4일 조지 빅클리 장군이 호출하여 온 5명의 신사에 의해 시작되었다고 언급하고 있다. 그는 최최의 본부와 지부를 1854년에 신시내티에서 조직하였다. 신봉자들을 찾아 1850년대 말에 신시내티를 떠나 멕시코 탐사까지 겸해 동부와 남부를 여행하였다. 1846년 멕시코 미국전쟁을 따라 이 무리의 원 목적은 멕시코 북부와 서부 인디언들을 노예로 제공할 수 있는 무력을 제공하는 것이었다. 이것이 노예제도 찬성의 흥미로 확장되었다.

## 같이 보기
- 미국 제국주의
- 필리부스테로
- 멕시코 제2제국
- 미국의 노예 제도